# Automobiles Corre

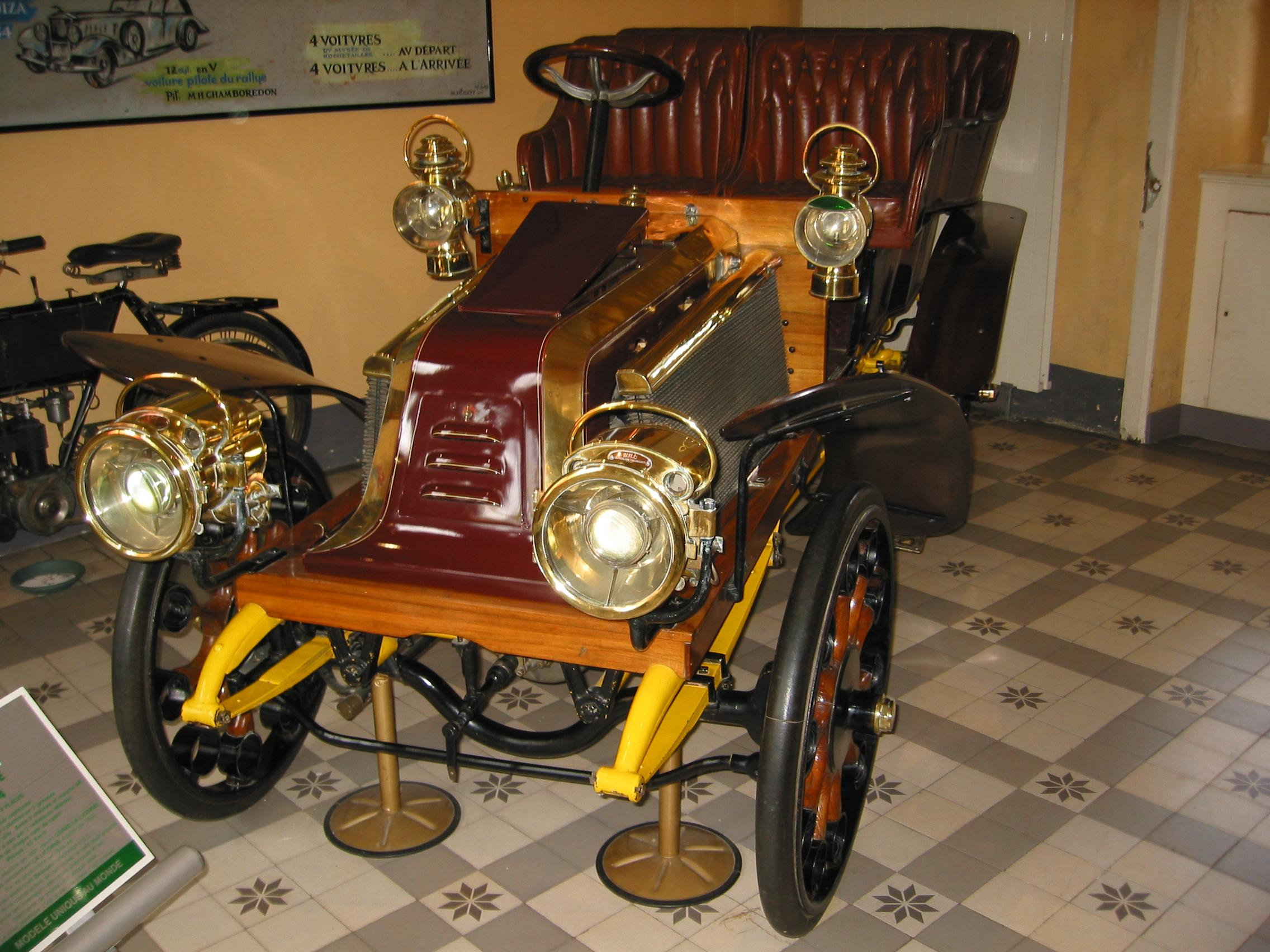
Corre von 1904

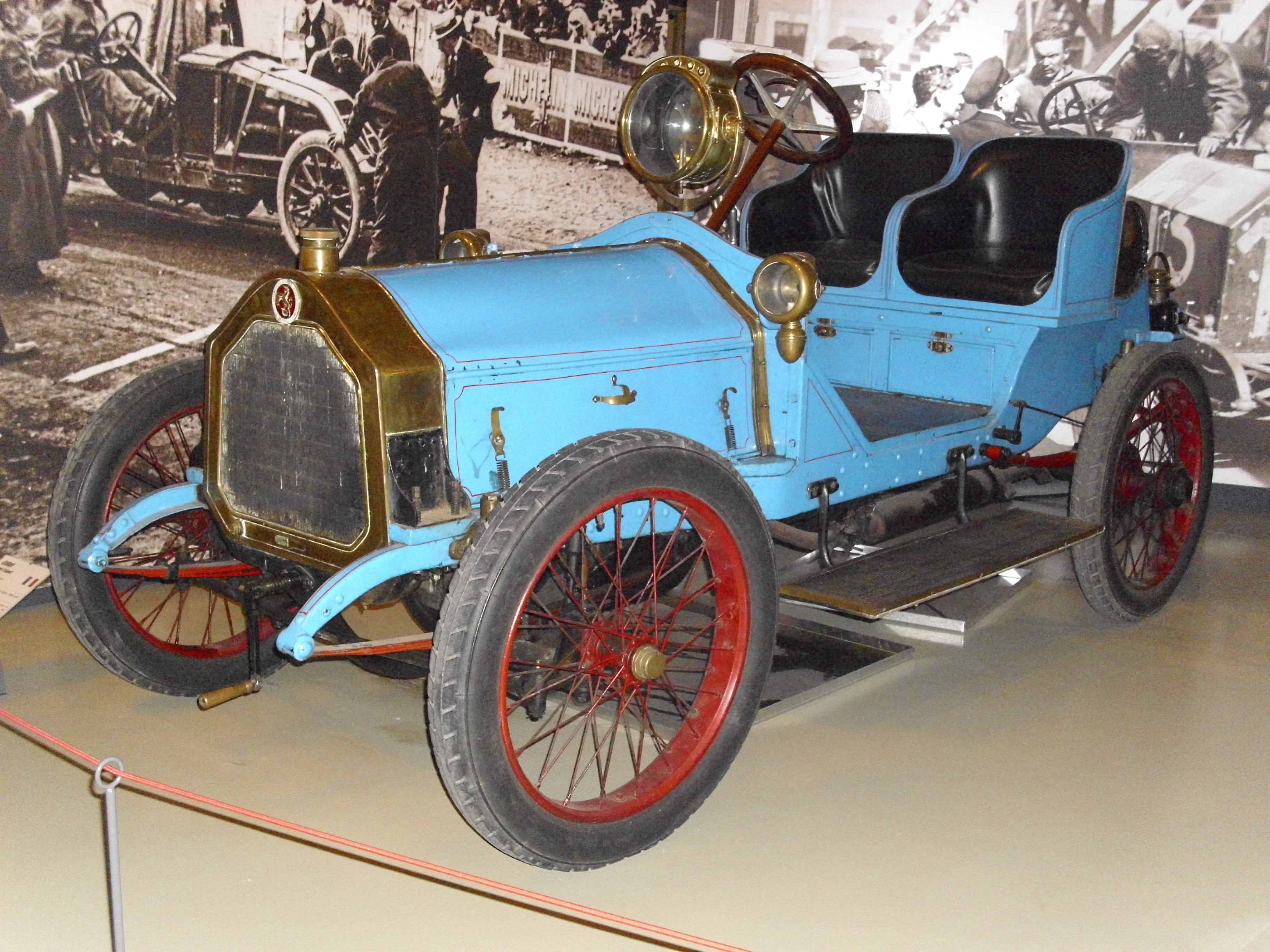
Corre von 1907

Die Société Française des Automobiles Corre war ein französischer Hersteller von Fahrrädern und Automobilen.

## Unternehmensgeschichte
Jean-Marie Corre gründete 1895 das Unternehmen in Levallois-Perret zur Fahrradproduktion und begann 1899 mit dem Bau von Automobilen. 1907 schied der Gründer aus dem Unternehmen aus, um J. Corre et Compagnie zu gründen. Die neuen Inhaber entwickelten neue Fahrzeuge und verwendeten den Markennamen Corre-La Licorne.

## Fahrzeuge
Die ersten Modelle waren Dreiräder und Vierräder mit Einbaumotoren von De Dion-Bouton. 1901 folgten vierrädrige Fahrzeuge, die den zeitgleich gebauten Renaults ähnelten. 1906 gab es Einzylinder-, Zweizylinder- und Vierzylindermodelle, deren Motoren zwischen 8 und 20 PS leisteten.
1904 entstand ein Vierzylindermodell, dass 1905 bei der Fernfahrt von Paris nach Barcelona eingesetzt wurde, allerdings ausfiel. Ein wassergekühlter Motor mit 90 mm Bohrung, 100 mm Hub, 2543 cm³ Hubraum und 15 PS Leistung trieb das Fahrzeug an. Bei einem Radstand von 280 cm und einer Spurbreite von 125 cm ist das Fahrzeug 390 cm lang, 156 cm breit und 152 cm hoch. Das Leergewicht ist mit 1250 kg angegeben. Die Karosseriebauform Doppelphaeton bot Platz für vier Personen. Soweit bekannt, entstand nur ein Exemplar. Es existiert heute noch in Händen eines ungarischen Sammlers, der es bei Oldtimerfahrten wie dem London to Brighton Veteran Car Run von 1999 einsetzt.
Fahrzeuge dieser Marke sind im Musée Henri Malartre in Rochetaillée-sur-Saône und im Musée des 24 Heures in Le Mans zu besichtigen.